# Marco Marulo
Marco Marulo (in croato moderno Marko Marulić; in latino Marcus Marulus; Spalato, 18 agosto 1450 – Spalato, 5 gennaio 1524) è stato un poeta e umanista dalmata, considerato uno dei padri della moderna letteratura croata.

## Biografia
Marco Marulo nacque a Spalato, città della Repubblica di Venezia dalla nobile famiglia spalatina dei Pezzini (o, anche Pečenić, Pecinić, Picinić), che nel XV secolo prese a chiamarsi Marulo o De Marulis. Completò i suoi studi umanistici a Spalato ove fu allievo di Tideo Acciarini che gli insegnò il greco e si laureò in legge all'Università di Padova, dopodiché passò il resto della sua vita nella città natale. Figura centrale del circolo umanistico di Spalato, Marulo fu ispirato dalla Bibbia, dagli scrittori classici e dalle opere agiografiche cristiane, dando vita a una vasta opera letteraria in latino, croato e italiano. Fu sempre attivo nelle lotte contro gli Ottomani che a quel tempo stavano invadendo i Balcani. Scrisse, tra gli altri lavori, un'Epistola al papa chiedendo aiuto nella lotta contro gli invasori. Morì il 5 gennaio del 1524 e fu sepolto nella chiesa di San Francesco a Spalato.

## Opere

### In latino
Marulo raggiunse la celebrità grazie soprattutto alle sue opere in latino che furono stampate e ristampate durante il XVI e XVII secolo e tradotte in quasi tutte le lingue europee. Inoltre, in una sua opera andata perduta intitolata Psichiologia de ratione animae humanae appare per la prima volta il termine "psicologia". Tra le altre opere in latino scrisse Institutione del buono, e beato viuere secondo gli esempi dei santi, un trattato moralistico di ispirazione biblica, pubblicato a Venezia nel 1506, Evangelistarium, pubblicato nel 1516 e 1517, Cinquanta parabole e il Davidiad un poema epico-religioso che fonde temi biblici e classici. Il Davidiad, però, venne scoperto soltanto nel 1924, solo per ricadere ancora nell'oblio ed essere infine riscoperto nel 1952.

### In croato

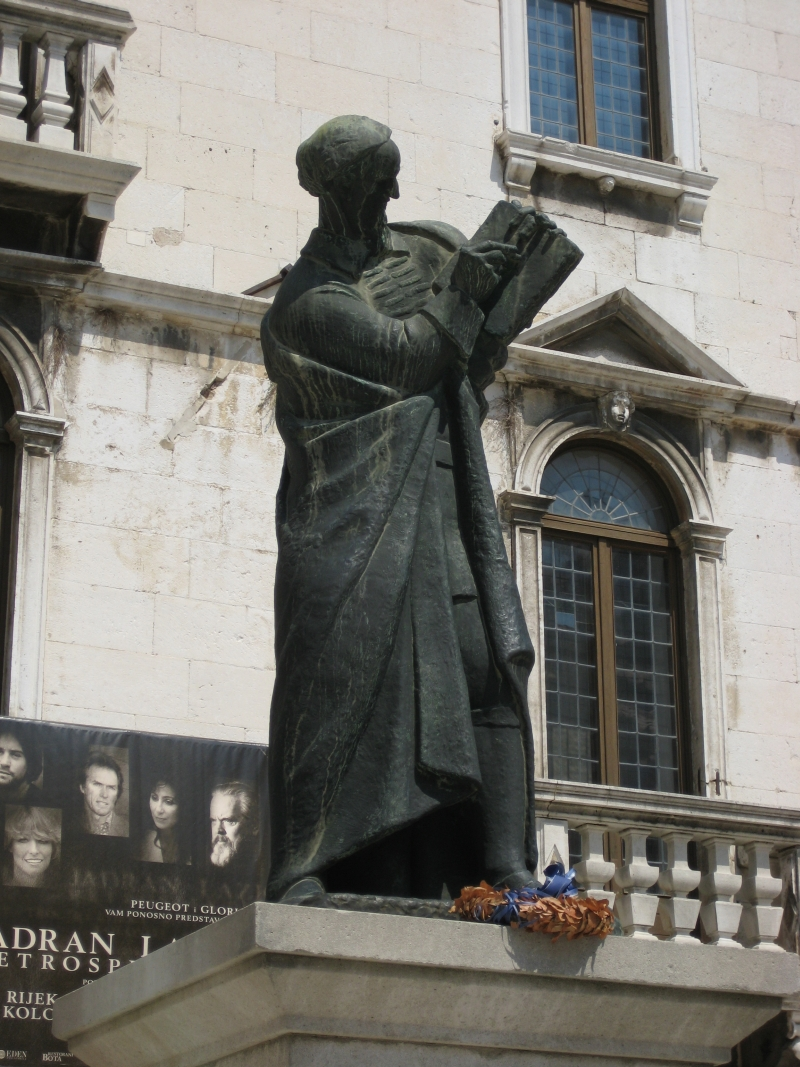
Spalato: Monumento a Marulo

La fama odierna di Marulo si deve principalmente alla sua produzione in lingua croata (versih haruacchi). Per la precisione, egli scrisse in dialetto ciacavo. 
Le sue opere croate furono riscoperte e valorizzate nel XIX secolo al tempo del risorgimento croato, cosicché oggigiorno nella storia della letteratura croata Marulo è un incontestato punto di riferimento. La sua più importante opera è Judita o Giuditta, scritto nel 1501 e pubblicato a Venezia nel 1521. 

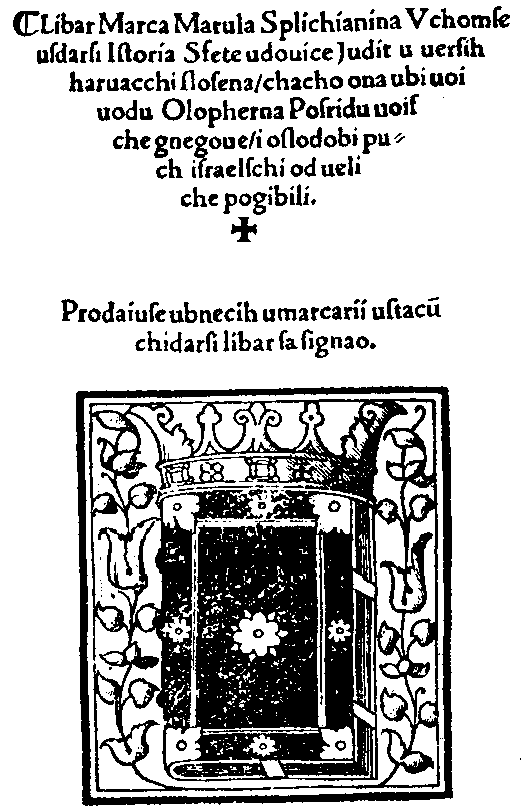
Prima pagina di Judita

È un poema basato sul racconto biblico tratto dal Libro di Giuditta, nel quale la ragazza ebrea, con il suo coraggio e la sua fede, salva la sua città natale. Il tema dell'opera è ripreso dalla Bibbia, ma Marulo lo compone imitando i poeti epici antichi, specialmente Virgilio, e la tradizione poetica illirica. In quest'opera è chiaro l'intento del poeta di proporre un parallelismo fra l'antica città biblica (minacciata dagli Assiri) e la Spalato minacciata dagli Ottomani. Giuditta è oggi considerato il primo poema epico della letteratura illirica, poema che ha introdotto il rinascimento in tale letteratura.
Altre sue opere in lingua croata sono:
- Suzana;
- Poklad i korizma;
- Spovid koludric od sedam smrtnih grihov;
- Anka satir;
- Tuženje grada Hjerusolima;
- Molitva suprotiva Turkom.

### In italiano
Marulo fu autore di un numero ignoto di opere poetiche in volgare italiano, oggi andate quasi totalmente perdute. Di questa sua produzione ad oggi rimangono solamente due sonetti.

## Giudizio critico
Le sue opere non sono considerate dai critici né esteticamente né stilisticamente superiori alle opere dei suoi predecessori di Ragusa. Le opere di Marulo sono ritenute inferiori alla poesia lirica di Annibale Lucio (Hanibal Lucić) o alla drammaticità di Marino Darsa (Marin Držić).
Anche in termini cronologici, Giorgio Darsa (Džore Držić) e Sigismondo Menze (Šiško Menčetić) scrissero in un dialetto essenzialmente moderno circa 3 decenni prima di lui.
La sua odierna fama in Croazia è in parte dovuta a un felice concorso di alcuni fattori: nessuno fra i suoi contemporanei o predecessori aveva ottenuto la celebrità durante il corso della loro vita. Inoltre i suoi versi profondamente patriottici e cattolici, avevano assimilato la poesia spesso superficiale e stereotipata dei suoi compatrioti del sud, che secondo i croati di oggi viene vista come un'epitome del destino nazionale croato.

## Identificazione nazionale

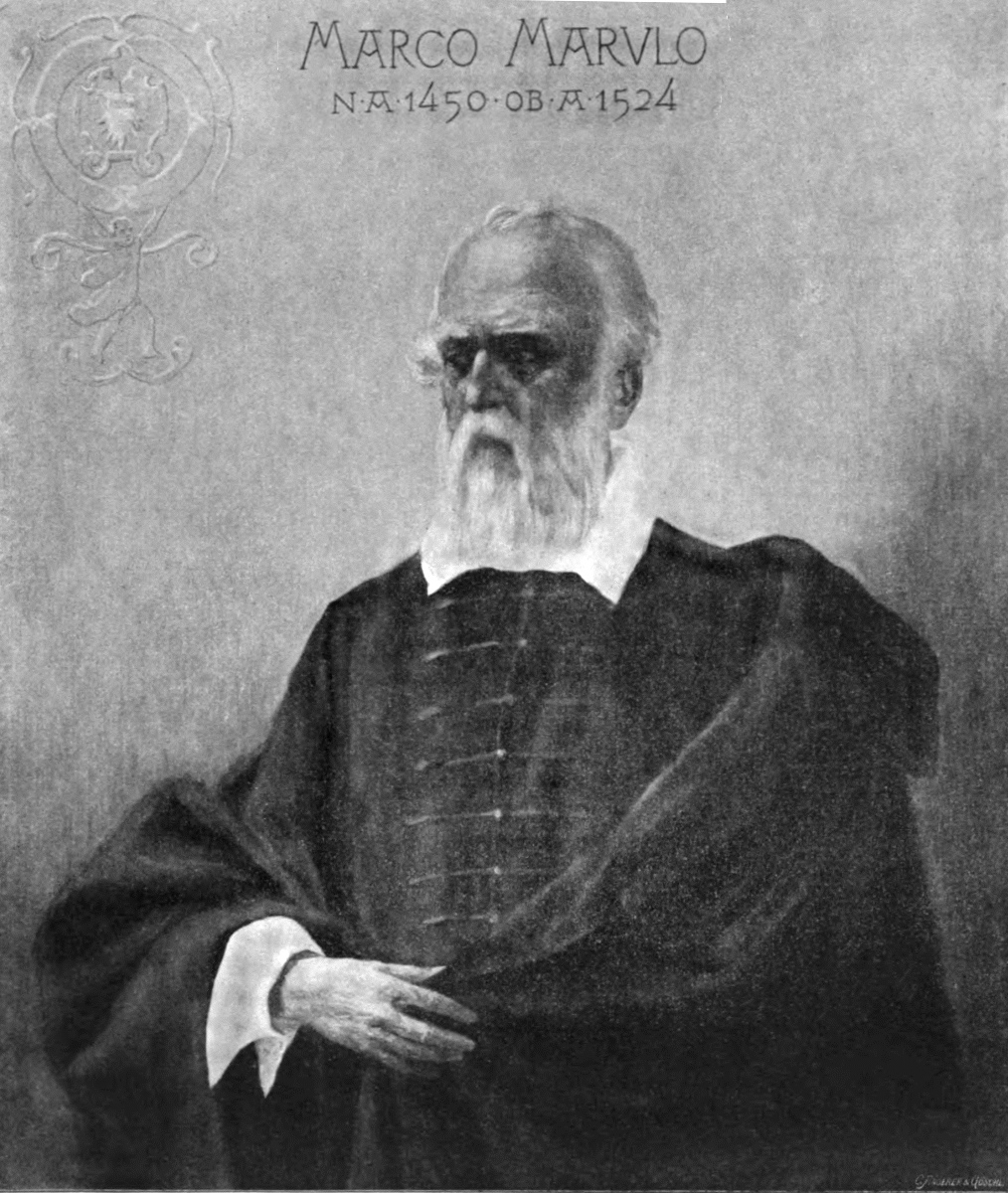
Marco Marulo in una illustrazione del 1903

Identificato anche come "dalmata", in Croazia (e di riflesso anche all'estero) Marulo è ricordato e celebrato semplicemente come scrittore croato, tanto da essere soprannominato il Dante croato e il padre della letteratura croata ("otac hrvatske književnosti"). La sua figura è inoltre caricata di forti simbolismi patriottici. E' da notare peraltro che lo stesso Marulo in una lettera del 1501 indirizzata all'amico Coriolano Cippico nella quale annunciava la pubblicazione di Judita, così si espresse: "“Fatto ho una opereta in lengua nostra materna, per rima, distinta in sie libri, nela qual se contien la historia de Judit et Olopherne, fecila questa quadragesima
passata et la dedicai a misser lo Primicerio nostro. Conposta è more poetico, venite et vedetila, direte che anchora la lengua schiava ha el suo Dante".
Nella sua città natale è visibile il monumento a lui dedicato, creato dallo scultore croato Ivan Meštrović e la lapide commemorativa sulla casa in cui probabilmente visse. Sempre a Spalato è attivo il centro Marulianum, un centro documentale e scientifico che studia e pubblica le opere di Marulo. La figura di Marulo è rappresentata sulla banconota croata da 500 kune.